# Takashi Sakurai
Takashi Sakurai (jap. 桜井 孝司, Sakurai Takashi; * 4. Mai 1977 in der Präfektur Shizuoka) ist ein ehemaliger japanischer Fußballspieler.

## Karriere
Sakurai erlernte das Fußballspielen in der Schulmannschaft der Shizuoka Gakuen High School. Seinen ersten Vertrag unterschrieb er 1996 bei den Yokohama Flügels. Der Verein spielte in der höchsten/zweithöchsten Liga des Landes, der J1 League. 1997 erreichte er das Finale des J.League Cup. 1998 gewann er mit dem Verein den Kaiserpokal. 1999 wechselte er zum Zweitligisten Consadole Sapporo. 2000 wurde er mit dem Verein Meister der J2 League. Ende 2000 beendete er seine Karriere als Fußballspieler.

## Erfolge
Yokohama Flügels
- Kaiserpokal

Sieger: 1998
Finalist: 1997